# Navid Afkari
Navid Afkari (persa: نوید افکاری)  (Siraz, 22 de juliol de 1993 - Siraz, 12 de setembre de 2020) fou un lluitador iranià, especialista en lluita lliure i lluita grecoromana, que fou condemnat a mort pel Govern de la República Islàmica de l'Iran per un presumpte assassinat que va ocórrer durant les protestes iranianes del 2018. Els seus germans Vahid i Habib van ser condemnats a 54 i 27 anys de presó en el mateix cas. Afkari va ser executat a primera hora del matí del 12 de setembre de 2020 a la presó d'Adel-Abad a Siraz, tot i les peticions d'organitzacions esportives i humanitàries com el Comitè Olímpic Internacional, la FIFA o Human Rights Watch perquè no es dugués a terme la sentència.

## Reaccions internacionals
Quatre països, a través del compte de Twitter del ministeri d'Afers Exteriors, han condemnat l'execució d'Afkari i també han remarcat la necessitat d'abolir la pena de mort en qualsevol circumstància. Els països són; Àustria, Eslovènia, França, i Noruega.